# ムジコ・クリエイト
株式会社ムジコ・クリエイトは、青森県弘前市和泉に本社を置く、「モータースクール」の名称で4校の自動車教習所を展開している企業である。
弘前市に本社を置くフジモーターズや2008年までスーパーマーケットを経営していたマルエス主婦の店と同じマルエスグループの一社である。2020年まで翠明荘を利用した料亭経営も手掛けていた。
2025年時点では、青森県内でモータースクールという学校名の自動車教習所を4校運営しているほか、建設機械の技能講習やドローン（小型無人航空機）の操縦講習事業などを実施している。
なお、青森県内には他にもモータースクールという学校名の指定教習所（五所川原市湊、つがる市稲盛、十和田市）があるが、ムジコ・クリエイトの系列校は弘前、青森市2校、八戸の4校のみとなる。

## 概要
1961年に弘前中央自動車学校（1974年以降の弘前モータースクール）として創業、1969年までに浪岡モータースクール、青森モータースクールを開設した後、1971年にフジモーターズと合併の上、マルエス自工に商号を変更する（1977年にフジモーターズは分離）。その後、1972年に八戸モータスクールを開設し、自動車学校を4校運営する体制となる。各校には車両建設機械などの技能講習機関として青森建機スクールが併設されている。
2013年に商号をムジコ・クリエイトに変更、同年に自動車教習所として初となるISO 39001「道路交通安全マネジメントシステム」を取得する。
青森ドローンスクールを弘前モータースクール敷地内に開設し、2018年以降、ドローンの操縦講習事業を開始する。2023年に同スクールは無人航空機操縦技能証明登録講習機関（登録講習機関コード0161）となる。また、ドローンに関して学校法人柴田学園と包括連携協定を締結しており、同法人が運営する柴田学園大学・柴田学園高等学校のドローン教育カリキュラムに協力しているほか、農業用ドローンの共同研究を実施している。

## 事業所一覧
- 弘前モータースクール
- 青森モータースクール
- 八戸モータースクール
- 浪岡モータースクール
- 青森建機スクール

## 弘前モータースクール
所在地：青森県弘前市和泉1-3-1

### 取得できる免許
- 普通自動車第一種・第二種
- 準中型自動車
- 中型自動車第一種・第二種
- 大型自動車第一種
- 大型特殊自動車
- けん引
- 小型自動二輪車
- 普通自動二輪車
- 大型自動二輪車
- 車両系建設機械（積込用）※青森建機スクール弘前会場併設
- フォークリフト　※青森建機スクール弘前会場併設

### 交通アクセス
- 弘南バス 「高崎二丁目」停留所。
  - 弘前バスターミナル - 尾上線、弘前バスターミナル - 日沼経由 - 黒石・大川原線
- その他、市内各方面に自校でバス送迎を行っている。

## 青森モータースクール
所在地：青森県青森市妙見1-2-2

### 取得できる免許
- 中型自動車、準中型、普通自動車第一種・第二種、大型特殊自動車、けん引、大型自動二輪車、普通自動二輪車、小型自動二輪車

## 八戸モータースクール
所在地：青森県八戸市石堂4-7-32

### 取得できる免許
- 中型自動車、準中型、普通自動車第一種・第二種、大型特殊自動車、けん引、大型自動二輪車、普通自動二輪車、小型自動二輪車

## 浪岡モータースクール
所在地：青森県青森市浪岡大字浪岡字林本121

### 取得できる免許
- 中型自動車、準中型、普通自動車、大型特殊自動車

## 青森建機スクール
所在地：上記各4校に併設

### 取得できる資格
- 車両系建設機械（積込用、解体用）、フォークリフト、小型移動式クレーン、玉掛け作業者、小型車両系

## その他
- 県内の民放テレビ各局では同社のコマーシャルが1969年（昭和44年）から放映されている。
- 白猫に青と白の縞模様のシャツに赤いハーフパンツを着用したキャラクター「ニャモタン」をマスコットキャラクターにしている。

## 関連会社
代表の新戸部八州男は他に4社の代表に就任しCSグループを形成している。
- 株式会社フジモーターズ - 自動車部品卸販売
- 株式会社内外 - 自動車部品卸販売
- 株式会社テクラ - TSUTAYAメディアイン運営、2015年閉店
- 株式会社オートコム - オートバックス運営